# Tolonidin
Tolonidin je antihipertenziv.